# Martin Donath
Martin Donath (* 3. Januar 1904 in Dessau; † 1966) war ein deutscher Volkswirt und Hochschullehrer.

## Leben und Tätigkeit
Martin Donath wurde in der Hauptstadt des Herzogtums Anhalt geboren. Er studierte an der Universität Tübingen, wo er 1928 das Staatsexamen als Diplom-Volkswirt ablegte. Danach war er in leitender Stellung bei den Junkers-Flugzeugwerken in Dessau tätig, wo er bis Kriegsende 1945 beschäftigt war. Er verließ die Sowjetische Besatzungszone und wurde Sozialwissenschaftler an den Evangelischen Akademien in Bad Boll und Mülheim (Ruhr).
1956 wurde Martin Donath zum Sozialreferenten der Evangelischen Kirche Baden ernannt. 1962 wurde er Präsident der Evangelischen Aktionsgemeinschaft für Familienfragen. Außerdem hatte er von 1960 bis 1963 den Vorsitz im Vorstand der Verbraucherverbände. Ferner war Martin Donath bis zu seinem Tod 1966 Dozent am Diakoniewissenschaftlichen Institut der Universität Heidelberg.
Er kam bei einem Autounfall im Alter von 62 Jahren ums Leben.
Sein Vortrag Nationalsozialismus und evangelische Pflicht aus dem Jahre 1931 wurde von der Deutschen Nationalbibliothek Leipzig und Frankfurt am Main 2016 neu herausgegeben.

## Schriften (Auswahl)
- Nationalsozialismus und evangelische Pflicht, gekürzter und überarbeiteter Vortrag gehalten in Benneckenstein/Harz am 27. September 1931 (= Schriften des Christlich-Sozialen Volksdienstes, Nr. 18). Berlin [1932].
- Christliche Besinnung zum Lastenausgleich. Oldenburg (Oldb.) [1951].
- Familiengerechter Lohn. Deutsches Industrieinstitut, Köln 1952.
- Lastenausgleich und Eigentum. In: Evangelisches Soziallexikon, 195, S. 649–651.
- (mit Otto Schlisske): Jung und alt in der Familie. Gütersloh 1958.
- Hugo Junkers. Mensch und Werk in ihrer Bedeutung für Gegenwart und Zukunft. Festansprache zur Namensgebung des Hugo-Junkers-Gymnasiums in Rheydt am 26. September 1959. 1959.
- Ehe und Familie. In: Kunst, Hermann; Grundmann, Siegfried (Hrsg.), Evangelisches Staatslexikon, Stuttgart-Berlin 1966, Sp. 353–357.
- Nationalsozialismus und evangelische Pflicht, gekürzter und überarbeiteter Vortrag gehalten in Benneckenstein/Harz am 27. September 1931. Deutsche Nationalbibliothek, Leipzig, Frankfurt am Main 2016.